# محمد شريف
محمد شريف محمد راجي بكر لاعب كرة قدم مصري في مركز الهجوم ، من ناشئي وادي دجلة ،وانتقل من النادي الأهلي المصري بشكل نهائي ويلعب حاليًا لنادي الخليج السعودي. في دوري روشن السعودي يتميز محمد شريف بمهارته التهديفية وقدرته علي خلق مساحات امام المرمى وقدره التسديدات وأيضا يمكنه اللعب في مركز جناح.
وفي 14 أغسطس 2023، أعلن النادي الأهلي رسميًّا انتقال محمد شريف إلى نادي الخليج السعودي لمدة موسمين. بعد أن قضى مع النادي الأهلي المصري 4 سنوات لعب خلالها 80 مباراة وسجل 60 هدفًا 

## إحصائيات مشاركاته
آخر تحديث في 29 يونيو 2018

### مع الأندية
| الفريق    | الموسم    | الدوري  | الدوري | الكأس   | الكأس | البطولات القارية | البطولات القارية | الإجمالي | الإجمالي |
| الفريق    | الموسم    | مشاركات | أهداف  | مشاركات | أهداف | مشاركات          | أهداف            | مشاركات  | أهداف    |
| --------- | --------- | ------- | ------ | ------- | ----- | ---------------- | ---------------- | -------- | -------- |
| وادي دجلة | 2014–2015 | 2       | 0      | 0       | 0     | —                | —                | 2        | 0        |
| وادي دجلة | 2015–2016 | 21      | 1      | 1       | 0     | —                | —                | 22       | 1        |
| وادي دجلة | 2016–2017 | 19      | 1      | 2       | 2     | —                | —                | 21       | 3        |
| وادي دجلة | 2017–2018 | 19      | 2      | 2       | 2     | —                | —                | 21       | 4        |
| وادي دجلة | الإجمالي  | 61      | 4      | 5       | 4     | —                | —                | 66       | 8        |
| الأهلي    | 2017–2018 | 3       | 0      | 0       | 0     | 0                | 0                | 3        | 0        |
| الأهلي    | الإجمالي  | 3       | 0      | 0       | 0     | 0                | 0                | 3        | 0        |

## روابط خارجية
- محمد شريف على موقع إي إس بي إن إف سي (الإنجليزية)
- محمد شريف على موقع قاعدة بيانات كرة القدم.إي يو (الإنجليزية)
- محمد شريف على موقع ناشيونال فوتبول تيمز (الإنجليزية)
- محمد شريف على موقع Soccerway.com (الإنجليزية)
- محمد شريف على موقع عالم كرة القدم.نت (الإنجليزية)